# Erendira subsignata
Erendira subsignata är en spindelart som först beskrevs av Simon 1897.  Erendira subsignata ingår i släktet Erendira och familjen flinkspindlar. Inga underarter finns listade i Catalogue of Life.